# Broadcast Music
Pour les articles homonymes, voir BMI.
Broadcast Music, Incorporated (BMI) est une organisation américaine de collecte des droits d'auteur pour les écrivains, compositeurs et producteurs de chansons. Elle redistribue les fonds ainsi collectés aux auteurs.

## Histoire
BMI est fondée en 1939 dans le monde de la radio, pour contribuer à une juste répartition des droits d'auteurs, en concurrence avec ASCAP, qui dominait l'industrie de la musique depuis des décennies.
Compagnie sans but lucratif, BMI revendique en premier les droits des auteurs de blues, country, jazz, rhythm and blues (RnB), gospel, folk, musique latine, et enfin de rock 'n' roll aux États-Unis. Dans les années 1940 et 1950, BMI est la première compagnie pour le country et le RnB, ASCAP étant plutôt spécialisé dans la Pop. Dans les mêmes décennies, BMI étend son action sur la musique classique, et représente maintenant la majorité des membres de l'Académie américaine des arts et des lettres et les gagnants de 29 Prix Pulitzer de musique. ASCAP suit l'exemple de BMI dans l'extension de son marché, et les deux compagnies sont à rang égal.
BMI attribue des licences aux utilisateurs de musique, à savoir : les réseaux de TV et de radio, les nouveaux médias, Internet et les technologies mobiles (ringtones et ringbacks), les services audio satellites comme XM et Sirius, les boîtes de nuit, discothèques, hôtels, bars, et restaurants, les orchestres symphoniques, les groupes musicaux, et les ensembles de musique classique, les jukebox numériques, et les concerts.
Les artistes qu'elle représente sont au nombre d'environ 300 000.

## BMI Awards
BMI organise chaque année des récompenses dans diverses catégories : BMI Film TV Awards, BMI Country Awards, BMI Pop Awards, BMI Latin Awards, BMI Urban Awards, BMI London Awards, et BMI Christian Music Awards.